# Mauricio Díaz
Mauricio Díaz, född 7 augusti 1968, är en friidrottare från Chile. Han deltog vid olympiska sommarspelen 2000.